# Bắc Trà My
Bắc Trà My là một huyện miền núi nằm ở phía nam tỉnh Quảng Nam, Việt Nam.

## Địa lý
Huyện Bắc Trà My nằm ở phía nam của tỉnh Quảng Nam, nằm cách thành phố Tam Kỳ khoảng 45 km về phía tây, có vị trí địa lý:
- Phía đông giáp huyện Núi Thành và huyện Trà Bồng, tỉnh Quảng Ngãi
- Phía tây giáp huyện Phước Sơn
- Phía nam giáp huyện Nam Trà My
- Phía bắc giáp huyện Tiên Phước, huyện Hiệp Đức và huyện Phú Ninh.

Huyện có diện tích 823,05 km², dân số năm 2019 là 41.336 người, mật độ dân số đạt 50 người/km². Các dân tộc bản địa gồm người Co, Ka Dong (Xơ Đăng).

## Hành chính

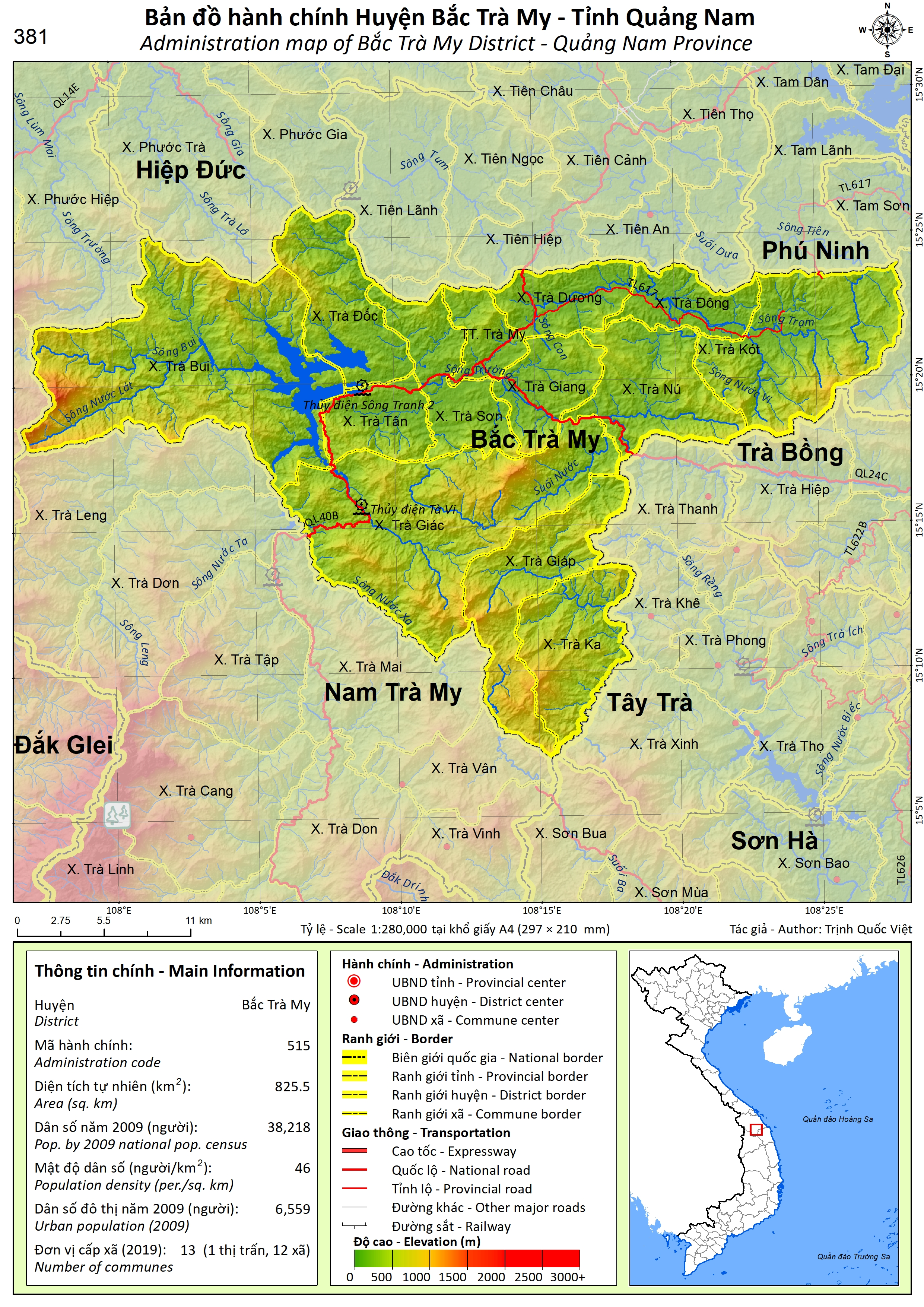
Bản đồ hành chính Huyện Bắc Trà My

Huyện Bắc Trà My có 13 đơn vị hành chính cấp xã trực thuộc, bao gồm thị trấn Trà My (huyện lỵ) và 12 xã: Trà Bui, Trà Đốc, Trà Đông, Trà Dương, Trà Giác, Trà Giang, Trà Giáp, Trà Ka, Trà Kót, Trà Nú, Trà Sơn, Trà Tân.

## Lịch sử
Địa bàn huyện Bắc Trà My trước năm 2003 là một phần huyện Trà My cũ.
Ngày 20 tháng 6 năm 2003, Chính phủ ban hành Nghị định số 72/2003/NĐ-CP. Theo đó, chia huyện Trà My thành hai huyện Bắc Trà My và Nam Trà My.
Khi mới thành lập, huyện Bắc Trà My bao gồm thị trấn Trà My và 11 xã: Trà Bui, Trà Đốc, Trà Đông, Trà Dương, Trà Giác, Trà Giang, Trà Giáp, Trà Ka, Trà Kót, Trà Nú, Trà Tân.
Ngày 8 tháng 3 năm 2007, thành lập xã Trà Sơn trên cơ sở điều chỉnh 4.295 ha diện tích tự nhiên và 2.939 người của thị trấn Trà My.
Huyện Bắc Trà My có 1 thị trấn và 12 xã như hiện nay.

## Kinh tế
Kinh tế của huyện chủ yếu là nông nghiệp.
Dù có phần thuận lợi hơn so với Nam Trà My, nhưng Bắc Trà My cũng gặp không ít khó khăn. Gần 2/3 số xã trong huyện thuộc vùng khó khăn, đất đai cằn cỗi, sản xuất phụ thuộc vào thiên nhiên, kỹ thuật canh tác còn nhiều hạn chế.
Ở thị trấn Trà My, xã Trà Đông, Trà Giang, Trà Dương, Trà Tân tình hình có sáng sủa hơn, nhưng năng suất lúa vẫn chỉ ở mức 29–31 tạ/ha.
Trong thời gian gần đây, do cây quế mất giá, bà con ở Bắc Trà My chuyển sang đầu tư trồng keo nguyên liệu. Đầu năm 2005 đến nay, nông dân trong huyện đã tích cực tham gia nhận khoán trồng rừng theo dự án WB3, phấn đấu đến năm 2010 trồng mới 4.800 ha keo.
Huyện Bắc Trà My có 2 đặc sản rất nổi tiếng là quế Trà My và sâm Ngọc Linh.
Đây từng là vùng trồng quế nổi tiếng của tỉnh Quảng Nam. Do có điều kiện thổ nhưỡng và khí hậu phù hợp: độ cao địa hình khoảng 300–600 m nên biên độ nhiệt giữa ngày và đêm lớn, khí hậu nhiệt đới lại được đèo Hải Vân chắn hết gió lạnh thổi từ phía Bắc, rất thích hợp với cây quế, nên cây quế phát triển rất tốt ở các xã. Cây quế vùng này có hàm lượng tinh dầu rất cao cho nên vùng sơn cước Bắc Trà My được người xưa lưu truyền là "Cao sơn ngọc quế".

## Văn hóa - du lịch

### Di tích
Trên địa bàn huyện có khu di tích cách mạng Nước Oa:
- Đây là khu căn cứ của cơ quan Khu ủy và Bộ Tư lệnh Quân khu V trong kháng chiến chống Mỹ - cứu nước (1960 – 1973).
- Nằm ở địa phận xã Trà Tân, cách thị trấn Trà My 7 km về phía Tây.
- Được công nhận Di tích Lịch sử Văn hóa Quốc gia ngày 04 tháng 8 năm 1992, theo Quyết định số 983/VH-QG của Bộ Văn hóa–Thông tin.
- Tại nơi đây, Khu ủy và Bộ Tư lệnh Quân khu V đã cùng nhau vạch ra đường lối chiến lược cụ thể cho cách mạng và phong trào đấu tranh chống Mỹ - cứu nước.
- Cũng tại nơi đây đã từng diễn ra các hội nghị, đại hội quan trọng, là địa điểm tập huấn cho các cán bộ trung đoàn, sư đoàn, cán bộ các tỉnh trong toàn Khu về học tập các nghị quyết của Đảng trong chiến tranh, góp phần cùng cách mạng miền Nam Việt Nam giành thắng lợi trong việc ký kết Hiệp định Paris năm 1973.

Sự ưu đãi của thiên nhiên còn tạo ra cho Bắc Trà My nhiều thắng cảnh hấp dẫn, say đắm lòng người như núi Hòn Bà sừng sững chìm trong mây trắng mỗi lúc bình minh; thác Năm Tầng nước tung trắng xóa như rót vào lòng người, khu di tích Nước Oa với vườn cam Chu Huy Mân,...Bên cạnh đó, sự hoang sơ, hiểm trở của địa hình đồi núi và tấm lòng kiên trung của đồng bào các dân tộc ở Bắc Trà My cũng đã được ghi vào sử sách.
Ngoài ra, huyện Bắc Trà My còn có khu du lịch lòng hồ thủy điện sông tranh 2.. du khách tới đây có thể đi thuyền tham quan các bè cá của dân chài, hàng năm sản lượng cá nơi đây cung cấp cho các thương lái tại miền xuôi,... số lượng cá rất phong phú như cá lăng nha, diêu hồng,...
Đến với huyện Bắc Trà My, hiện nay còn có thêm đặc sản là rượu lúa rẫy. Hiện nay, tính đến năm 2020 đã có 03 cơ sở sản xuất rượu lúa rẫy bậc nhất tỉnh Quảng Nam đã qua kiểm định, sản phẩm đã có tem, nhãn mác rõ ràng. Gồm cơ sở rượu lúa rẫy Chấn Phương, rượu lúa rẫy Thái Hòa và rượu lúa rẫy Thành Phong.